# Кляйн, Наоми
Наоми Кляйн (англ. Naomi Klein; род. 8 мая 1970, Монреаль, Канада) — канадская журналистка, писательница и общественный деятель, одна из интеллектуальных лидеров альтерглобализма и критики неолиберального капитализма. Лауреат Women's Prize for Non-Fiction (2024, первый удостоенный).

## Биография

### Семья и ранние годы
Родилась в еврейской семье эмигрантов из США — хиппи-пацифистов, которые уехали в Канаду в знак протеста против войны во Вьетнаме. Её дедушка и бабушка по отцу были коммунистами, разочаровавшимися в СССР после пакта Молотова — Риббентропа 1939 года. Дед Фил Кляйн, работавший мультипликатором на студии Уолта Диснея, был уволен за участие в забастовке сотрудников студии 1941 года, после чего он пошёл работать на судостроительный завод. Мать, Бонни Шерр Кляйн, была известна как феминистка, снявшая несколько документальных фильмов, в том числе «Not a Love Story» об эксплуатации женщин в порнографической индустрии.
Несмотря на семейный бэкграунд, в подростковом возрасте держалась вдали от политики и проводила много времени в торговых центрах, завороженная обществом потребления и дизайнерскими брендами. Однако её мировоззрение изменилось, когда у её матери случился инсульт, и семья вместе ухаживала за ней. Второе повлиявшее на Наоми Кляйн в юности событие — убийства в Политехнической школе в Монреале, когда некий женоненавистник Марк Лепин устроил там стрельбу, убив 14 женщин и ранив ещё 14.
Ещё в студенческие годы, учась в университете Торонто, она участвовала в студенческой газете «The Varsity», где стала известна своей статьей об этой бойне в монреальской политехе (статья была написана с феминистских позиций). Прервав обучение в университете после третьего курса, она поработала в крупной газете «The Globe and Mail» и получила должность редактора «This Magazine». В 1995 году вернулась в университет, но перед самым выпуском получила журналистскую стажировку.

### Альтерглобалистские работы: «No Logo»
В декабре 1999 года вышла знаменитая книга Кляйн «No Logo» («Нет логотипу»), которая стала манифестом альтерглобализма (она была опубликована по горячим следам «восстания в Сиэтле» — массовых протестов против конференции ВТО).
В своей первой книге автор критикует империализм, неолиберализм и современный экономический порядок, в котором человек, подавленный глобальными брендами, лишен свободы выбора и не может реализовать себя, а страны «третьего мира» не могут полноценно развиваться и обречены на отсталость. Виновниками этого Кляйн считает крупные корпорации, империалистические государства, а также такие международные организации, как Международный валютный фонд и Всемирная торговая организация.
В последующие годы Наоми Кляйн активно участвует в движениях против неолиберальной глобализации и войны в Ираке, развязанной администрацией Джорджа Буша-младшего. В 2002 году она публикует книгу «Заборы и окна» («Fences and Windows») — сборник своих альтерглобалистских статей.
В 2004 году Кляйн совместно с мужем, Ави Льюисом, представила на Венецианском кинофестивале документальный фильм «Захват» («The Take») о современных формах рабочего движения. Он повествует о последствиях экономического коллапса в Аргентине в 2001 году и низовом ответе на него — например, то, как рабочие заняли брошенные собственниками предприятия, на которых они трудились, сами восстановили их работу и установили рабочий контроль.

### «Доктрина шока»
В 2007 году появилась книга Кляйн «Доктрина шока: расцвет капитализма катастроф» («The Shock Doctrine: The Rise of Disaster Capitalism»). В ней автор обвиняет экономистов Чикагской школы, в частности М. Фридмана, в содействии использованию кризисных ситуаций — таких как в Чили во время диктатуры А. Пиночета, в России во время президентства Б. Н. Ельцина, а также в Новом Орлеане после вызванного ураганом «Катрина» наводнения — для проталкивания «свободнорыночных» неолиберальных политико-экономических решений (пресловутой «шоковой терапии») в пользу транснациональных компаний вопреки непопулярности и недемократичности таких решений.
На основании книги «Доктрина шока» сперва был выпущен короткометражный фильм, размещённый на YouTube. Режиссёром выступил Хонас Куарон, а продюсером и одним из сценаристов — его отец Альфонсо Куарон. В 2009 году режиссёром Майклом Уинтерботтомом по этой же книге был снят одноимённый полнометражный документальный фильм.
Три первых книги Кляйн и эти фильмы принесли ей широкую известность как одной из ведущих мировых критиков современного капитализма. В ноябре 2005 года читатели журналов «Prospect» (Великобритания) и «Foreign Policy» (США) путём голосования составили список 100 наиболее значимых интеллектуалов мира, в котором Кляйн заняла 11-е место. «The New Yorker» назвал её «наиболее видимой и влиятельной фигурой американской левых — подобно Говарду Зинну и Ноаму Хомскому тридцать лет назад». Её книга «Доктрина шока» была удостоена награды Уорикского университета.

### Капитализм и экология
После 2009 года в фокусе Наоми Кляйн находится вопросы экологии и энвайронментализма, в частности изменений климата. Она присутствовала на Конференция ООН по изменению климата 2009 года в Копенгагене, за провал которой винила президента США Барака Обаму. А сатирическую «премию сердитой русалочки» (Angry Mermaid Award) Monsanto как корпорации, больше всего препятствовавшей климатическим переговорам.
Активно поддерживая движение «Захвати Уолл-стрит» (Occupy Wall Street), 6 октября 2011 года Кляйн выступила перед протестующими. Она также участвовала в экологических протестах в Северной Америке, например против добычи битумозных песков месторождения Атабаска и нефтепровода Keystone XL (на акции у Белого дома она была задержана полицией).
В 2014 году опубликована её книга «Это всё меняет: капитализм против климата» («This Changes Everything: Capitalism vs. the Climate») об изменении климата и обществе: автор доказывает, что рыночный фундаментализм блокирует все сколь-либо серьёзные преобразования, призванные уменьшить антропогенную нагрузку на окружающую среду, и критикует ожидание «спасителей» в лице «зелёных» капиталистов. А в 2015 году вышел одноименный документальный фильм, снятый Ави Льюисом, сопровождающий книгу.
В 2017 году, после избрания Дональда Трампа президентом США, опубликована её работа «Одного „нет“ недостаточно: Сопротивление шоковой политике Трампа и обретение мира, в котором нуждаемся» («No Is Not Enough: Resisting Trump’s Shock Politics and Winning the World We Need»).
В 2018 году — «Битва за рай: Пуэрто-Рико против капиталистов катастроф» («The Battle for Paradise: Puerto Rico Takes on the Disaster Capitalists»).
Седьмая книга Кляйн «В огне: (горящая) необходимость в „Зелёном Новом курсе“» («On Fire: The (Burning) Case for a Green New Deal») опубликована 17 сентября 2019 года. Работа представляет собой сборник очерков об изменении климата и описание срочных мер, необходимых для сохранения планеты. Во вступительном эссе Кляйн рассказывает о своей встрече с Гретой Тунберг и обсуждает приход молодых людей к повестке изменения и сохранения климата.

### Прочая деятельность и признание
Наоми Кляйн пишет для таких изданий, как «The Nation», «In These Times», «The Globe and Mail», «Harper's Magazine», «The Guardian» и «The Intercept». Она вела курсы по альтерглобалистскому движению в Лондонской школе экономики и политических наук, а с 2018 года получила пост по медийным, культурологическим и феминистическим исследованиям Ратгерского университета в Нью-Брансуике.
Кляйн высказывалась в поддержку левых сил, включая латиноамериканскую «левую волну» и таких политиков, как лидер Лейбористской партии Великобритании Джереми Корбин и американский сенатор-социалист Берни Сандерс.
В 2016 году Наоми Кляйн была удостоена Сиднейской премии мира за активную деятельность в области защиты климата. Она также входит в совет директоров группы климатических активистов 350.org.

## Книги на русском языке
- NO LOGO: Люди против брендов. — М.: Добрая книга, 2003. — 624 с. ISBN 5-98124-001-6
- Заборы и окна. — М.: Добрая книга, 2005. — 304 с. ISBN 5-98124-032-6
- Доктрина шока. Расцвет капитализма катастроф. — М.: Добрая книга, 2009. — 656 с. ISBN 978-5-98124-357-8